# Рой Гінсон
Рой Гінсон (англ. Roy Hinson, нар. 2 травня 1961, Трентон, США) — американський професіональний баскетболіст, що грав на позиції важкого форварда за декілька команд НБА.

## Ігрова кар'єра
Починав грати у баскетбол у команді старшої школи Франкліна (Сомерсет, Нью-Джерсі). На університетському рівні грав за команду Ратджерс (1979–1983). 
1983 року був обраний у першому раунді драфту НБА під загальним 20-м номером командою «Клівленд Кавальєрс». Захищав кольори команди з Клівленда протягом наступних 3 сезонів.
З 1986 по 1988 рік також грав у складі «Філадельфія Севенті-Сіксерс».
Останньою ж командою в кар'єрі гравця стала «Нью-Джерсі Нетс», до складу якої він приєднався 1988 року і за яку відіграв 3 сезони.